# Gonomyia (Leiponeura) melanostyla
Gonomyia (Leiponeura) melanostyla is een tweevleugelige uit de familie steltmuggen (Limoniidae). De soort komt voor in het Australaziatisch gebied.